# Lake Waimimiha
Der Lake Waimimiha ist ein Dünensee im Far North District der Region Northland auf der Nordinsel von Neuseeland.

## Geographie
Der Lake Waimimiha befindet sich rund 8,6 km westsüdwestlich von Kaitaia und rund 590 m von der Westküste zur Tasmansee entfernt. Mit einer Flächenausdehnung von rund 10,95 Hektar erstreckt sich der See rund 610 m in Südsüdwest-Nordnordost-Richtung und misst an seiner breitesten Stelle rund 240 m in Westnordwest-Ostsüdost-Richtung. Der Umfang des Sees bemisst sich auf eine Länge von rund 1,6 km.
Reguläre Zuflüsse zum See sind nicht zu erkennen. Hingegen befindet sich an dem nördlichen Ende des Lake Waimimiha ein Abfluss zum rund 130 m nördlich entfernten weiteren, aber unbenannten, rund 8 Hektar großen See, der seinerseits seine Wässer über einen rund 300 m langen Abfluss in die Tasmansee leitet.